# 橡樹林中的修道院
橡樹林中的修道院（英語：The Abbey in the Oakwood），是一幅由浪漫主義時期德國畫家卡斯帕·大衛·弗雷德里希於1809年至1810年期間所繪的風景畫，如今被收藏於柏林國家美術館。
橡樹林中的修道院首次公開展出於普魯士皇家藝術學院的展覽時，在畫家弗雷德里希的要求下，與同時創作的另一幅風景畫海邊修士於同一面牆上展出。這兩幅畫如今被視為是弗雷德里希畫家生涯中最重要的兩幅畫作。